# John Fawcett
John Fawcett (5 marzo 1968) è un regista, sceneggiatore e produttore cinematografico canadese.
Attivo sia nel campo cinematografico che televisivo, è noto soprattutto per aver realizzato il film horror del 2000 Licantropia Evolution e per aver co-creato (assieme a Graeme Manson) e girato la pluripremiata Serie televisiva fantascientifica Orphan Black.

## Carriera
Fawcett iniziò la sua carriera girando spot pubblicitari prima di passare ai videoclip per gruppi musicali quali Cowboy Junkies, Lori Yates e Jeff Healey. Nel 1991 diresse il suo primo cortometraggio, Half Nelson, seguito da Scratch Ticket nel 1994. Nel 1996 passò alla regia di un lungometraggio, The Boys Club, un thriller drammatico che fu candidato per cinque Genie Awards, tra cui quello per la migliore regia.
Nel 2000 invece diresse Licantropia Evolution e nel 2005 The Dark. La maggior parte delle sue altre opere fu però per la televisione, dirigendo episodi di molte serie TV, tra cui Xena - Principessa guerriera, Da Vinci's Inquest, Queer as Folk, Blade - La serie, Being Erica, Lost Girl e Titans.